# Richard Venture
Richard Venture, pseudonimo di Richard Charles Venturella (New York, 12 novembre 1923 – Chester, 19 dicembre 2017), è stato un attore statunitense.

## Carriera
Di origine italiana, dopo aver combattuto nella seconda guerra mondiale con la marina degli Stati Uniti, lavorò a lungo come caratterista in film per la TV e il cinema. È ricordato per aver interpretato il capitano Leo Altobelli nella serie televisiva Il falco della strada (1985) e W.R. Slade nel film Scent of a Woman - Profumo di donna (1992).

## Vita privata
Si sposò quattro volte. La prima nel 1946 con Grayce Grant, dalla quale ebbe quattro figli. Dopo il divorzio, formalizzato nel 1971, sposò nello stesso anno l'attrice Olivia Cole, da cui divorziò nel 1984. Successivamente si risposò lo stesso anno con Lorraine O'Donnell, da cui divorziò nel 1995. Infine si sposò con Katherine Catalano nel 2003 e rimasero insieme fino alla morte di lui.

## Filmografia parziale

### Cinema
- Gli effetti dei raggi gamma sui fiori di Matilda (The Effect of Gamma Rays on Man-in-the-Moon Marigolds), regia di Paul Newman (1972)
- Tutti gli uomini del presidente (All the President's Men), regia di Alan J. Pakula (1976)
- Airport '77, regia di Jerry Jameson (1977)
- Io sono il più grande (The Greatest), regia di Tom Gries (1977)
- In cerca di Mr. Goodbar (Looking for Mr. Goodbar), regia di Richard Brooks (1977)
- Betsy (The Betsy), regia di Daniel Petrie (1978)
- Il campo di cipolle (The Onion Field), regia di Harold Becker (1979)
- Oltre il giardino (Being There), regia di Hal Ashby (1979)
- Il cacciatore di taglie (The Hunter), regia di Buzz Kulik (1980)
- Troppo belle per vivere (Looker), regia di Michael Crichton (1981)
- Missing - Scomparso (Missing), regia di Costa-Gavras (1982)
- Un tocco di velluto (Touch and Go), regia di Robert Mandel (1986)
- Gunny (Heartbreak Ridge), regia di Clint Eastwood (1986)
- Il siciliano (The Sicilian), regia di Michael Cimino (1987)
- Navy Seals - Pagati per morire (Navy Seals), regia di Lewis Teague (1990)
- Scent of a Woman - Profumo di donna (Scent of a Woman), regia di Martin Brest (1992)
- Crimini immaginari (Imaginary Crimes), regia di Anthony Drazan (1994)
- Il coraggio della verità (Courage Under Fire), regia di Edward Zwick (1996)
- L'angolo rosso - Colpevole fino a prova contraria (Red Corner), regia di Jon Avnet (1997)

### Televisione
- Starsky & Hutch - serie TV, 2 episodi (1975-1978)
- Amore violato (Rape and Marriage: The Rideout Case), regia di Peter Levin – film TV (1980)
- Casa Keaton (Family Ties) - serie TV, 2 episodi (1983)
- Uccelli di rovo (The Thorn Birds), regia di Daryl Duke - miniserie TV, 2 puntate (1983)
- Il falco della strada (Streethawk) - serie TV, 13 episodi (1985)
- Law & Order - I due volti della giustizia (Law & Order) - serie TV, 5 episodi (1991-2000)
- La signora in giallo (Murder, She Wrote) - serie TV, episodio 9x02 (1992)

## Doppiatori italiani
Nelle versioni in italiano delle opere in cui ha recitato, Richard Venture è stato doppiato da:
- Renato Mori in Airport '77, Casa Keaton
- Gianni Marzocchi in Missing - Scomparso
- Mario Valgoi in Gunny
- Sergio Fiorentini ne Il siciliano
- Paolo Lombardi in Navy Seals - Pagati per morire
- Sergio Tedesco in Starsky & Hutch (ep. 1x04)
- Pino Locchi in Starsky & Hutch (ep. 3x12)
- Franco Zucca ne La signora in giallo
- Vittorio Di Prima ne Il falco della strada
- Sandro Iovino ne Il cacciatore di taglie
- Rino Bolognesi in Amore violato
- Luciano Melani in Uccelli di rovo
- Luciano De Ambrosis in Scent of a Woman - Profumo di donna
- Gianni Bonagura in Law & Order - I due volti della giustizia (ep. 5x14)
- Diego Reggente in Law & Order - I due volti della giustizia (ep. 7x08)
- Giorgio Favretto in Law & Order - I due volti della giustizia (ep. 11x08)
- Sergio Di Stefano in Missing - Scomparso (ridoppiaggio)